# ファーナス/訣別の朝
『ファーナス/訣別の朝』（ファーナスけつべつのあさ、Out of the Furnace）は、2013年のアメリカ映画。監督は『クレイジー・ハート』のスコット・クーパー。プロデューサーはリドリー・スコット、レオナルド・ディカプリオ他。

## あらすじ
ペンシルベニア州ノース・ブラドックに暮らすラッセル（クリスチャン・ベール）とロドニー（ケイシー・アフレック）のベイズ兄弟。交通事故を起こしたラッセルが収監されているあいだに、ラッセルの恋人だったレナ（ゾーイ・サルダナ）は保安官のウェズリー（フォレスト・ウィテカー）と交際を始め、病身の父は息を引き取る。刑期を終えて出所したラッセルは、レナがウェズリーの子供を身ごもったと告げられる。一方、イラク戦争から帰還したロドニーは、ペティ（ウィレム・デフォー）を慕って、ボクシング賭博の八百長試合に出場するようになっていた。
ある日、ボクシング賭博のことを知ったラッセルに難詰されたロドニーは、元締めのデグロート（ウディ・ハレルソン）に会いに行く。この試合が終われば、まともな職に就くつもりでいた。試合後、ペティは借金を帳消しにするようデグルートに求めたが、その帰り道、ロドニーとペティはデグロートに殺される。
事件のことをウェズリーから聞かされたラッセルは、デグロートへの復讐を誓う。

## キャスト
※括弧内は日本語吹替
- ラッセル・ベイズ - クリスチャン・ベール（東地宏樹）

ロドニーの兄。鉄工所で溶接工をしている。
- ハーラン・デグロート - ウディ・ハレルソン（内田直哉）

麻薬の密売人。ボクシング賭博の元締め。
- ロドニー・ベイズ・Jr. - ケイシー・アフレック（小松史法）

ラッセルの弟。イラク戦争の帰還兵で、PTSDに苦しんでいる。
- ウェズリー・バーンズ - フォレスト・ウィテカー（山岸治雄）

保安官。リナの現在の恋人。
- ジョン・ペティ - ウィレム・デフォー（中村秀利）

酒場のオーナー。
- ダン・デュガン - トム・バウアー
- リナ・テイラー - ゾーイ・サルダナ（大津愛理）

ラッセルの元恋人。
- ジェラルド・“レッド”・ベイズ - サム・シェパード（堀越富三郎）

ラッセルとロドニーの叔父。

## 発表
2013年、第27回AFI映画祭でプレミア上映された。

## 製作
ノース・ブラドックは、1875年にアンドリュー・カーネギーがエドガー・トムソン鉄工所を創設し、ピッツバーグの鉄鋼業を支えた町であるが、70年代以降のアメリカ鉄鋼業衰退により多くの製鋼所が閉鎖し、人口は大幅に減少した。監督のスコット・クーパーは、町長のジョン・フェッターマンによる町の復興支援活動にインスパイアされ、この町を映画の舞台にすることを決めた。ストーリーは、ブラッド・インゲルスビーの脚本 「The Low Dweller」(2008)が元になっており、当初はリドリー・スコットが監督、ディカプリオが主演の予定だった。撮影は33日間で行われた。

## 評価
『IndieWire』のCharlie Schmidlinは本作に「B」の評価を与えた。